# Зуль-Кадари
Зуль-Кадари або  Дхулкадірогуллари ( тур. Dulkadirogullari) — династія емірів що правила в бейлику Зулкадар з 1337 по 1522 рік. Її засновником є  Зулкадір-оглу Зейніддін Ахмед Караджа-бей що походив з  огузского роду Бозок. Пранування Зуль-Кадарів закінчилося в 1522 році після вбивства турками Алі-бега останнього з  емірів цієї династії. Династія Зуль-Кадара дала багато наречених  Османської династії.

## Список емірів династії Зуль-Кадара
1. Караджа-бег Заін ад-дін (1337-1353)
2. Халіл-бег Карс ад-дін (1353-1386) син К.-б.
3. Сулі Шабан-бег (1386-1398) син К.-б.
4. Садака-бег (1398-1399) син С. Ш-б.
5. Мухаммад Насир ад-дін (1399-1442) син Х-б.
6. Сулайман-бег (1442-1454) син М.
7. Арслан-бег Малик (1454-1465) син С.-б.
8. Шах-Будак-бег (1465) син С.-б
9. Шах-Сувар-бег (1465-1472) син С.-б
10. Шах-Будак-бег (1472-1479) син С.-б
11. Бузкурд Ала ад-дін-Даул (1479-1515) син С.-б
12. Алі-бег (1515-1522) син Ш.-С-б.

## Див. Також
- Османська імперія
- Турецькі Бейлики в Анатолії